# Elezioni amministrative in Italia del 1922
Le elezioni amministrative italiane del 1922 si svolsero tra fine novembre e inizio dicembre, ossia poco dopo la Marcia su Roma.
L'appuntamento interessò sostanzialmente i comuni e le province le cui amministrazioni socialiste elette nel 1920 erano state abbattute dalle violenze delle milizie squadriste o dai commissariamenti imposti dai prefetti filofascisti, ma andarono al voto anche alcuni comuni nelle nuove regioni annesse, sempre che il governo vi aspettasse la vittoria delle forze a lui vicine.
Il vigente sistema elettorale maggioritario strutturava la competizione in maniera bipolare tra una coalizione liberale di destra coi popolari e i fascisti, questi ultimi spesso egemoni, e una coalizione socialista di sinistra, falcidiata però dai dissensi coi socialdemocratici e i comunisti. Il collegio unico delle comunali creava automaticamente in questo ambito larghe maggioranze consiliari, mentre a livello provinciale la ripartizioni per mandamenti poteva creare risultati più bilanciati.
Il successo della destra, e in molte realtà principalmente dei fascisti, fu totale.

## Comuni
Il sistema elettorale delle comunali era all'epoca ancora formalmente apartitico, basandosi tecnicamente sui soli voti di preferenza individuali. Data tuttavia l'estrema abbondanza di essi, dato che ogni elettore ne aveva in numero pari ai quattro quinti dei seggi consiliari, i partiti si organizzavano in liste di fatto, dato che ogni candidato invitava i propri sostenitori a votare anche per tutti i suoi compagni di coalizione. I risultati sottostanti non si riferiscono dunque ad un inesistente voto per i partiti, ma alla media dei voti dei candidati di ogni lista.

### Milano
| Liste  | Liste                                                                                        | voti    | voti (%) | seggi |
| ------ | -------------------------------------------------------------------------------------------- | ------- | -------- | ----- |
|        | Blocco nazionalePartito Liberale ItalianoPartito Popolare ItalianoPartito Nazionale Fascista | 87.368  | 57,3     | 64    |
|        | Partito Socialista Unitario                                                                  | 45.254  | 29,8     | 15    |
|        | Partito Socialista Italiano                                                                  | 17.259  | 11,3     | 1     |
|        | Partito Comunista Italiano                                                                   | 2.288   | 1,5      | -     |
| Totale | Totale                                                                                       | 153.621 | 100,0    | 80    |

Domenica 10 dicembre 1922. Fonti: La Stampa 

## Province
La ripartizione per mandamenti rendeva spesso le elezioni provinciali più equilibrate, perché forniva un numero limitato di voti di preferenza a ciascun elettore, non più di quattro e talvolta solo uno.

## Collegamenti
- Elezioni politiche italiane del 1921
- Legge amministrativa giolittiana